# Copa Paulista de Futebol de 2020
A Copa Paulista de Futebol de 2020 foi a 26.ª edição desta competição organizada pela Federação Paulista de Futebol (FPF).
Disputada por vinte agremiações, a competição começou no dia 4 de novembro e foi finalizada em 23 de dezembro. A decisão, por sua vez, foi protagonizada por Marília e Portuguesa, com a equipe paulistana saindo vitoriosa e, consequentemente, optou pela vaga na quarta divisão nacional de 2021.

## Participantes e regulamento
Esta edição foi disputada por vinte equipes, planejada com uma quantidade menor de participantes e jogos por causa da pandemia de COVID-19.
| - Esporte Clube Água Santa - Sport Club Atibaia - Grêmio Osasco Audax - Botafogo Futebol Clube - Comercial Futebol Clube - Ferroviária S/A - Guarani Futebol Clube - Associação Atlética Internacional (Inter de Limeira) - Clube Atlético Juventus - Marília Atlético Clube | - Nacional Atlético Clube - Grêmio Novorizontino - Associação Atlética Ponte Preta - Esporte Clube Primavera - Associação Portuguesa de Desportos - Associação Atlética Portuguesa (Portuguesa Santista) - Rio Preto Esporte Clube - São Bernardo Futebol Clube - Associação Esportiva Velo Clube Rioclarense - Esporte Clube XV de Novembro (XV de Piracicaba) |

O regulamento, por sua vez, dividiu as agremiações em cinco grupos regionalizados, enfrentando os adversários da própria chave em turno e returno. No término da fase inicial, os três classificados de cada grupo se classificam juntamente com o melhor quarto colocado. Mais tarde, o sistema mudou para jogos eliminatórios de ida e volta. Os detentores das melhores campanhas gerais adquiriam a vantagem do mando de campo. A competição oferece uma vaga para a Copa do Brasil e uma para a quarta divisão do Campeonato Brasileiro. A agremiação campeã decide, enquanto o vice fica com a opção rejeitada pelo vencedor.

## Resumo

### Primeira fase
O campeonato iniciou em 4 de novembro. Na ocasião, nove partidas foram disputadas, com destaque para a expressiva vitória da Portuguesa sobre o Guarani pelo placar de 5–0. Esta, inclusive, obteve a melhor campanha na primeira fase com cinco vitórias e um empate. Guarani, Inter de Limeira, Juventus e Rio Preto foram os quatro clubes eliminados nesta fase.

### Oitavas de final
O campeonato passou a ser composto por jogos eliminatórios. Seis jogos válidos pelas oitavas de final foram realizados em 28 de novembro, sendo que quatro terminaram empatados; somente Audax e Portuguesa saíram vitoriosos. No dia seguinte, a Ferroviária derrotou o Botafogo enquanto Atibaia e XV de Piracicaba empataram. Na partida de volta, Água Santa, Comercial, Marília, São Bernardo e XV de Piracicaba venceram seus jogos e garantiram a classificação. Já Ferroviária e Portuguesa voltaram a vencer seus adversários. Em contrapartida, a Portuguesa Santista conseguiu reverter a desvantagem e eliminou o Audax.

### Quartas de final
No dia 5 de dezembro, Comercial e XV de Piracicaba abriram as quartas de final. Na ocasião, a primeira partida foi realizada no estádio Palma Travassos e terminou sem gols. A equipe de Piracicaba triunfou pelo placar mínimo no segundo embate e eliminou o adversário. Por outro lado, Marília e São Bernardo se classificaram sem dificuldades; os dois clubes não concederam gols aos adversários e venceram as duas partidas que disputaram nesta fase. Por fim, a Portuguesa, detentora da melhor campanha da competição, conseguiu triunfar sobre o Água Santa nas penalidades. A equipe da capital venceu a primeira partida em Diadema, mas não conseguiu sustentar a vantagem no segundo jogo e acabou sendo derrotada.

### Semifinais
Em 12 de dezembro, Portuguesa e São Bernardo protagonizaram a primeira semifinal do torneio. Apesar de começar o jogo um pouco superior do que o oponente, a equipe paulistana cometeu um pênalti e este foi convertido por Johnny. O empate se concretizou ainda nos 45 minutos iniciais, em uma cobrança de falta de Geovani. O jogo realizado em São Bernardo do Campo foi de baixo rendimento. No jogo de volta, a Portuguesa venceu com facilidade (3–0) e se classificou. No outro confronto, o Marília e XV de Piracicaba fizeram um embate equilibrado; contudo, o mandante foi mais efetivo no segundo tempo e conseguiu a vitória por 3–1. A vitória pelo placar mínimo em Piracicaba não foi suficiente para reverter a vantagem do adversário.

### Final
A primeira partida da decisão foi realizada em um domingo, no dia 20 de dezembro, no Bento de Abreu em Marília. Em um primeiro tempo marcado por erros de passes e poucas oportunidades, coube a Geninho, zagueiro do Marília, marcar pela primeira vez após um escanteio. Logo depois do tento, a equipe mandante recuou e deixou a posse de bola com o adversário. O empate da Portuguesa não tardou; Caíque, aos 27 minutos, driblou o marcador, invadiu a área e finalizou. A trajetória da bola ainda desviou no adversário, enganando o goleiro. Na volta do intervalo, o comportamento do visitante não se alterou e a equipe criou duas oportunidades. Na primeira, inclusive, o gol foi anulado por impedimento. Com o decorrer do jogo, o Marília conseguiu equilibrar porém sofreu a virada no momento que era superior; aos 35 minutos, Adilson cabeceou sem marcação. A Portuguesa desperdiçou o terceiro gol, mas conseguiu anular qualquer tentativa de ataque do Marília.
Três dias depois, a partida finalíssima foi disputada no estádio do Canindé, na capital paulistana. Logo no início os mandantes criaram três oportunidades de gols, sendo que duas foram interferidas pelo goleiro e uma pelo defensor. O ímpeto ofensivo trouxe resultado e a Portuguesa marcou aos 37 minutos, com Adilson convertendo uma penalidade. O segundo tempo também começou favorável para a Portuguesa, que finalizou duas vezes na trave adversária. Aos treze minutos, Geovani ampliou num remate de longa distância. Porém, no minuto seguinte, o Marília diminuiu num remate de longa distância de Léo Couto. Apesar de alcançar o gol, a equipe visitante vacilou na defesa e Raphael Luz aumentou a vantagem. Diogo Calixto ainda diminuiu o placar; contudo, não foi suficiente para interferir na conquista da Portuguesa.

## Resultados

### Primeira fase

#### Grupo 1
| Pos | Equipe        | Pts | J | V | E | D | GP | GC | SG  |
| --- | ------------- | --- | - | - | - | - | -- | -- | --- |
| 1   | Marília       | 12  | 6 | 4 | 0 | 2 | 15 | 10 | +5  |
| 2   | Botafogo-SP   | 9   | 6 | 2 | 3 | 1 | 13 | 9  | +4  |
| 3   | Novorizontino | 8   | 6 | 2 | 2 | 2 | 10 | 9  | +1  |
| 4   | Rio Preto     | 4   | 6 | 1 | 1 | 4 | 9  | 19 | –10 |

|               | BOT | NOV | MAR | RIP |
| ------------- | --- | --- | --- | --- |
| Botafogo-SP   | —   | 2–2 | 0–2 | 6–1 |
| Novorizontino | 0–0 | —   | 1–2 | 4–1 |
| Marília       | 3–4 | 3–0 | —   | 4–3 |
| Rio Preto     | 1–1 | 1–3 | 2–1 | —   |

#### Grupo 2
| Pos | Equipe      | Pts | J | V | E | D | GP | GC | SG |
| --- | ----------- | --- | - | - | - | - | -- | -- | -- |
| 1   | Comercial   | 9   | 6 | 2 | 3 | 1 | 7  | 5  | +2 |
| 2   | Ferroviária | 8   | 6 | 1 | 5 | 0 | 4  | 3  | +1 |
| 3   | Velo Clube  | 6   | 6 | 1 | 3 | 2 | 5  | 6  | –1 |
| 4   | Atibaia     | 6   | 6 | 1 | 3 | 2 | 2  | 4  | –2 |

|             | VEL | COM | FER | ATI |
| ----------- | --- | --- | --- | --- |
| Velo Clube  | —   | 2–1 | 0–0 | 1–1 |
| Comercial   | 2–1 | —   | 1–1 | 2–0 |
| Ferroviária | 1–1 | 1–1 | —   | 0–0 |
| Atibaia     | 1–0 | 0–0 | 0–1 | —   |

#### Grupo 3
| Pos | Equipe           | Pts | J | V | E | D | GP | GC | SG |
| --- | ---------------- | --- | - | - | - | - | -- | -- | -- |
| 1   | XV de Piracicaba | 15  | 6 | 5 | 0 | 1 | 11 | 5  | +6 |
| 2   | Primavera        | 8   | 6 | 2 | 2 | 2 | 5  | 5  | 0  |
| 3   | Audax            | 7   | 6 | 2 | 1 | 3 | 7  | 7  | 0  |
| 4   | Inter de Limeira | 4   | 6 | 1 | 1 | 4 | 5  | 11 | –6 |

|                  | ITL | PRI | XVP | AUD |
| ---------------- | --- | --- | --- | --- |
| Inter de Limeira | —   | 2–1 | 1–2 | 0–3 |
| Primavera        | 1–1 | —   | 1–2 | 0–0 |
| XV de Piracicaba | 2–0 | 0–1 | —   | 3–1 |
| Audax            | 2–1 | 0–1 | 1–2 | —   |

#### Grupo 4
| Pos | Equipe              | Pts | J | V | E | D | GP | GC | SG |
| --- | ------------------- | --- | - | - | - | - | -- | -- | -- |
| 1   | São Bernardo        | 12  | 6 | 3 | 3 | 0 | 12 | 6  | +6 |
| 2   | Portuguesa Santista | 11  | 6 | 3 | 2 | 1 | 8  | 5  | +3 |
| 3   | Ponte Preta         | 6   | 6 | 1 | 3 | 2 | 7  | 7  | 0  |
| 4   | Juventus-SP         | 2   | 6 | 0 | 2 | 4 | 3  | 12 | –9 |

|                     | PON | PSA | JUV | SBE |
| ------------------- | --- | --- | --- | --- |
| Ponte Preta         | —   | 0–0 | 1–1 | 1–1 |
| Portuguesa Santista | 3–2 | —   | 1–0 | 1–1 |
| Juventus-SP         | 0–2 | 0–2 | —   | 1–1 |
| São Bernardo        | 2–1 | 2–1 | 5–1 | —   |

#### Grupo 5
| Pos | Equipe      | Pts | J | V | E | D | GP | GC | SG  |
| --- | ----------- | --- | - | - | - | - | -- | -- | --- |
| 1   | Portuguesa  | 16  | 6 | 5 | 1 | 0 | 15 | 1  | +14 |
| 2   | Água Santa  | 8   | 6 | 2 | 2 | 2 | 6  | 6  | 0   |
| 3   | Nacional-SP | 5   | 6 | 1 | 2 | 3 | 7  | 13 | –6  |
| 4   | Guarani     | 4   | 6 | 1 | 1 | 4 | 8  | 16 | –8  |

|             | POR | AGS | GUA | NAC |
| ----------- | --- | --- | --- | --- |
| Portuguesa  | —   | 3–1 | 2–0 | 4–0 |
| Água Santa  | 0–0 | —   | 3–1 | 0–0 |
| Guarani     | 0–5 | 0–1 | —   | 2–2 |
| Nacional-SP | 0–1 | 2–1 | 3–5 | —   |

### Fase final
|  | Oitavas de final               | Oitavas de final               | Oitavas de final               | Oitavas de final               |       |                  | Quartas de final  | Quartas de final  | Quartas de final  | Quartas de final  |  |                  | Semifinais          | Semifinais          | Semifinais          | Semifinais          |            |   | Final               | Final               | Final               | Final               |
|  | 28 de novembro a 3 de dezembro | 28 de novembro a 3 de dezembro | 28 de novembro a 3 de dezembro | 28 de novembro a 3 de dezembro |       |                  | 5 a 9 de dezembro | 5 a 9 de dezembro | 5 a 9 de dezembro | 5 a 9 de dezembro |  |                  | 12 a 16 de dezembro | 12 a 16 de dezembro | 12 a 16 de dezembro | 12 a 16 de dezembro |            |   | 20 e 23 de dezembro | 20 e 23 de dezembro | 20 e 23 de dezembro | 20 e 23 de dezembro |
|  |                                |                                |                                |                                |       |                  |                   |                   |                   |                   |  |                  |                     |                     |                     |                     |            |   |                     |                     |                     |                     |
|  | Nacional-SP                    | 0                              | 0                              | 0                              |       |                  |                   |                   |                   |                   |  |                  |                     |                     |                     |                     |            |   |                     |                     |                     |                     |
|  | Portuguesa                     | 1                              | 1                              | 2                              |       |                  |                   |                   |                   |                   |  |                  |                     |                     |                     |                     |            |   |                     |                     |                     |                     |
|  | Portuguesa                     | 1                              | 1                              | 2                              |       | Portuguesa (pen) | 1                 | 1                 | 2 (3)             |                   |  |                  |                     |                     |                     |                     |            |   |                     |                     |                     |                     |
|  |                                |                                |                                |                                |       | Portuguesa (pen) | 1                 | 1                 | 2 (3)             |                   |  |                  |                     |                     |                     |                     |            |   |                     |                     |                     |                     |
|  |                                | Água Santa                     | 0                              | 2                              | 2 (2) |                  |                   |                   |                   |                   |  |                  |                     |                     |                     |                     |            |   |                     |                     |                     |                     |
|  | Água Santa                     | Água Santa                     | 0                              | 2                              | 2 (2) | 1                | 3                 | 4                 |                   |                   |  |                  |                     |                     |                     |                     |            |   |                     |                     |                     |                     |
|  | Água Santa                     |                                |                                |                                |       | 1                | 3                 | 4                 |                   |                   |  |                  |                     |                     |                     |                     |            |   |                     |                     |                     |                     |
|  | Novorizontino                  | 1                              | 0                              | 1                              |       |                  |                   |                   |                   |                   |  |                  |                     |                     |                     |                     |            |   |                     |                     |                     |                     |
|  | Novorizontino                  | 1                              | 0                              | 1                              |       |                  |                   |                   |                   |                   |  | Portuguesa       | 1                   | 3                   | 4                   |                     |            |   |                     |                     |                     |                     |
|  |                                |                                |                                |                                |       |                  |                   |                   |                   |                   |  | Portuguesa       | 1                   | 3                   | 4                   |                     |            |   |                     |                     |                     |                     |
|  |                                | São Bernardo                   | 1                              | 0                              | 1     |                  |                   |                   |                   |                   |  |                  |                     |                     |                     |                     |            |   |                     |                     |                     |                     |
|  | Ponte Preta                    | São Bernardo                   | 1                              | 0                              | 1     | 1                | 0                 | 1                 |                   |                   |  |                  |                     |                     |                     |                     |            |   |                     |                     |                     |                     |
|  | Ponte Preta                    |                                |                                |                                |       | 1                | 0                 | 1                 |                   |                   |  |                  |                     |                     |                     |                     |            |   |                     |                     |                     |                     |
|  | São Bernardo                   | 1                              | 1                              | 2                              |       |                  |                   |                   |                   |                   |  |                  |                     |                     |                     |                     |            |   |                     |                     |                     |                     |
|  | São Bernardo                   | 1                              | 1                              | 2                              |       | São Bernardo     | 2                 | 2                 | 4                 |                   |  |                  |                     |                     |                     |                     |            |   |                     |                     |                     |                     |
|  |                                |                                |                                |                                |       | São Bernardo     | 2                 | 2                 | 4                 |                   |  |                  |                     |                     |                     |                     |            |   |                     |                     |                     |                     |
|  |                                | Portuguesa Santista            | 0                              | 0                              | 0     |                  |                   |                   |                   |                   |  |                  |                     |                     |                     |                     |            |   |                     |                     |                     |                     |
|  | Audax                          | Portuguesa Santista            | 0                              | 0                              | 0     | 2                | 0                 | 2                 |                   |                   |  |                  |                     |                     |                     |                     |            |   |                     |                     |                     |                     |
|  | Audax                          |                                |                                |                                |       | 2                | 0                 | 2                 |                   |                   |  |                  |                     |                     |                     |                     |            |   |                     |                     |                     |                     |
|  | Portuguesa Santista            | 1                              | 2                              | 3                              |       |                  |                   |                   |                   |                   |  |                  |                     |                     |                     |                     |            |   |                     |                     |                     |                     |
|  | Portuguesa Santista            | 1                              | 2                              | 3                              |       |                  |                   |                   |                   |                   |  |                  |                     |                     |                     |                     | Portuguesa | 2 | 3                   | 5                   |                     |                     |
|  |                                |                                |                                |                                |       |                  |                   |                   |                   |                   |  |                  |                     |                     |                     |                     |            | 2 | 3                   | 5                   |                     |                     |
|  |                                | Marília                        | 1                              | 2                              | 3     |                  |                   |                   |                   |                   |  |                  |                     |                     |                     |                     |            |   |                     |                     |                     |                     |
|  | Atibaia                        | Marília                        | 1                              | 2                              | 3     | 1                | 1                 | 2                 |                   |                   |  |                  |                     |                     |                     |                     |            |   |                     |                     |                     |                     |
|  | Atibaia                        |                                |                                |                                |       | 1                | 1                 | 2                 |                   |                   |  |                  |                     |                     |                     |                     |            |   |                     |                     |                     |                     |
|  | XV de Piracicaba               | 1                              | 2                              | 3                              |       |                  |                   |                   |                   |                   |  |                  |                     |                     |                     |                     |            |   |                     |                     |                     |                     |
|  | XV de Piracicaba               | 1                              | 2                              | 3                              |       | XV de Piracicaba | 0                 | 1                 | 1                 |                   |  |                  |                     |                     |                     |                     |            |   |                     |                     |                     |                     |
|  |                                |                                |                                |                                |       | XV de Piracicaba | 0                 | 1                 | 1                 |                   |  |                  |                     |                     |                     |                     |            |   |                     |                     |                     |                     |
|  |                                | Comercial                      | 0                              | 0                              | 0     |                  |                   |                   |                   |                   |  |                  |                     |                     |                     |                     |            |   |                     |                     |                     |                     |
|  | Primavera                      | Comercial                      | 0                              | 0                              | 0     | 0                | 1                 | 1                 |                   |                   |  |                  |                     |                     |                     |                     |            |   |                     |                     |                     |                     |
|  | Primavera                      |                                |                                |                                |       | 0                | 1                 | 1                 |                   |                   |  |                  |                     |                     |                     |                     |            |   |                     |                     |                     |                     |
|  | Comercial                      | 0                              | 3                              | 3                              |       |                  |                   |                   |                   |                   |  |                  |                     |                     |                     |                     |            |   |                     |                     |                     |                     |
|  | Comercial                      | 0                              | 3                              | 3                              |       |                  |                   |                   |                   |                   |  | XV de Piracicaba | 1                   | 1                   | 2                   |                     |            |   |                     |                     |                     |                     |
|  |                                |                                |                                |                                |       |                  |                   |                   |                   |                   |  | XV de Piracicaba | 1                   | 1                   | 2                   |                     |            |   |                     |                     |                     |                     |
|  |                                | Marília                        | 3                              | 0                              | 3     |                  |                   |                   |                   |                   |  |                  |                     |                     |                     |                     |            |   |                     |                     |                     |                     |
|  | Velo Clube                     | Marília                        | 3                              | 0                              | 3     | 0                | 2                 | 2                 |                   |                   |  |                  |                     |                     |                     |                     |            |   |                     |                     |                     |                     |
|  | Velo Clube                     |                                |                                |                                |       | 0                | 2                 | 2                 |                   |                   |  |                  |                     |                     |                     |                     |            |   |                     |                     |                     |                     |
|  | Marília                        | 0                              | 3                              | 3                              |       |                  |                   |                   |                   |                   |  |                  |                     |                     |                     |                     |            |   |                     |                     |                     |                     |
|  | Marília                        | 0                              | 3                              | 3                              |       | Marília          | 1                 | 2                 | 3                 |                   |  |                  |                     |                     |                     |                     |            |   |                     |                     |                     |                     |
|  |                                |                                |                                |                                |       | Marília          | 1                 | 2                 | 3                 |                   |  |                  |                     |                     |                     |                     |            |   |                     |                     |                     |                     |
|  |                                | Ferroviária                    | 0                              | 0                              | 0     |                  |                   |                   |                   |                   |  |                  |                     |                     |                     |                     |            |   |                     |                     |                     |                     |
|  | Ferroviária                    | Ferroviária                    | 0                              | 0                              | 0     | 1                | 1                 | 2                 |                   |                   |  |                  |                     |                     |                     |                     |            |   |                     |                     |                     |                     |
|  | Ferroviária                    |                                |                                |                                |       | 1                | 1                 | 2                 |                   |                   |  |                  |                     |                     |                     |                     |            |   |                     |                     |                     |                     |
|  | Botafogo-SP                    | 0                              | 0                              | 0                              |       |                  |                   |                   |                   |                   |  |                  |                     |                     |                     |                     |            |   |                     |                     |                     |                     |

- Em itálico, os clubes que possuem o mando de jogo na partida de ida. Em negrito, os vencedores do confronto.
- Este chaveamento é meramente ilustrativo. Segundo o regulamento da competição, os confrontos foram definidos mediante a colocação geral dos participantes.

### Final
| 20 de dezembro | Marília     | 1 – 2  | Portuguesa               | Estádio Bento de Abreu, Marília |
| 15:00          | Geninho 10' | Súmula | Caíque 28' · Adilson 80' | Árbitro: Thiago Duarte Peixoto  |

| Marília | Portuguesa |

| G               | 1  | Igor            |       |     |
| LD              | 2  | Dênis           |       |     |
| Z               | 3  | Geninho         |       |     |
| Z               | 4  | Arthur          |       |     |
| LE              | 6  | Diogo Calixto   |       |     |
| M               | 5  | Felipe Cordeiro |       | 81' |
| M               | 7  | José Luiz       |       |     |
| M               | 8  | Léo Couto       |       |     |
| A               | 9  | Gustavo         |       |     |
| A               | 10 | Luan Gama       |       | 69' |
| A               | 11 | Orlando         | 90+2' |     |
| Suplentes:      |    |                 |       |     |
| G               | 12 | Alyson          |       |     |
| LD              | 14 | Bruno Oliveira  |       |     |
| LD              | 18 | Danilo Melega   |       |     |
| Z               | 13 | Marcos Vinícius |       |     |
| M               | 15 | Dionathan       |       |     |
| A               | 16 | Lucas           |       | 69' |
| A               | 17 | Eric            |       | 81' |
| Treinador:      |    |                 |       |     |
| Guilherme Alves |    |                 |       |     |

| G          | 1  | Dheimison      |     |      |
| LD         | 2  | Danilo         | 90' |      |
| Z          | 3  | Diego Jussani  |     |      |
| Z          | 4  | Diego Sacoman  |     |      |
| LE         | 6  | Vinícius       | 39' | INT' |
| M          | 5  | Caíque         |     | 40'  |
| M          | 8  | Walfrido       |     | 75'  |
| M          | 10 | Raphael Luz    |     | 75'  |
| A          | 7  | Maicon         |     | 61'  |
| A          | 9  | Adilson        |     |      |
| A          | 11 | Geovani        |     |      |
| Suplentes: |    |                |     |      |
| G          | 12 | Thomazella     |     |      |
| Z          | 13 | Patrick        |     | INT' |
| M          | 14 | Fabrício       |     | 75'  |
| M          | 15 | Raphael Toledo |     | 40'  |
| M          | 16 | Roger          |     |      |
| A          | 17 | Lucas          |     | 61'  |
| A          | 18 | João           |     | 75'  |
| Treinador: |    |                |     |      |
| Genilson   |    |                |     |      |

| Árbitros assistentes Herman Brumel Vani Vladimir Nunes da Silva Quarto Árbitro Paulo César Francisco | Regras da partida - 90 minutos de tempo regulamentar - Disputa por pênaltis, se empate persistir - Máximo de 5 substituições |

| 23 de dezembro | Portuguesa                                        | 3 – 2  | Marília                           | Estádio do Canindé, São Paulo     |
| 19:00          | Adilson 37' (pen) · Geovani 58' · Raphael Luz 65' | Súmula | Léo Couto 59' · Diogo Calixto 83' | Árbitro: José Cláudio Rocha Filho |

| Portuguesa | Marília |

| G          | 1  | Dheimison      |     |     |
| LD         | 2  | Jefferson      |     |     |
| Z          | 3  | Diego Jussani  |     |     |
| Z          | 4  | Diego Sacoman  |     |     |
| LE         | 6  | Vinícius       |     |     |
| M          | 5  | Caíque         |     |     |
| M          | 8  | Walfrido       |     | 63' |
| M          | 10 | Raphael Luz    |     | 72' |
| A          | 7  | Maicon         | 43' | 72' |
| A          | 9  | Adilson        |     |     |
| A          | 11 | Geovani        | 40' | 72' |
| Suplentes: |    |                |     |     |
| G          | 12 | Thomazella     |     |     |
| LD         | 14 | Danilo         |     |     |
| Z          | 13 | Patrick        |     |     |
| M          | 15 | Raphael Toledo |     | 72' |
| M          | 16 | Fabrício       |     | 63' |
| A          | 17 | Lucas          |     | 72' |
| A          | 18 | João           | 90' | 72' |
| Treinador: |    |                |     |     |
| Genilson   |    |                |     |     |

| G               | 1  | Igor            |       |      |
| LD              | 2  | Dênis           |       | 74'  |
| Z               | 3  | Geninho         |       |      |
| Z               | 4  | Arthur          | 45+2' | INT' |
| LE              | 6  | Diogo Calixto   | 85'   |      |
| M               | 5  | Felipe Cordeiro |       | 55'  |
| M               | 7  | José Luiz       | 13'   |      |
| M               | 8  | Léo Couto       | 40'   | 74'  |
| A               | 9  | Gustavo         |       |      |
| A               | 10 | Luan Gama       |       |      |
| A               | 11 | Orlando         |       |      |
| Suplentes:      |    |                 |       |      |
| G               | 12 | Alyson          |       |      |
| LD              | 14 | Bruno Oliveira  |       | 74'  |
| Z               | 13 | Marcos Vinícius |       |      |
| M               | 15 | Dionathan       |       | 55'  |
| M               | 18 | Guilherme       |       |      |
| A               | 16 | Lucas           |       | INT' |
| A               | 17 | Eric            |       | 74'  |
| Treinador:      |    |                 |       |      |
| Guilherme Alves |    |                 |       |      |

| Árbitros assistentes Anderson José de Moraes Coelho Amanda Pinto Matias Quarto Árbitro José de Araújo Ribeiro Junior | Regras da partida - 90 minutos de tempo regulamentar - Disputa por pênaltis, se empate persistir - Máximo de 5 substituições |